# NGC 2504
NGC 2504是位于小犬座的一个星系。它的赤经为 7h 59.8m，赤纬为 5° 37′。